# زرین‌تپه
زرین تپه مربوط به مس وسنگ - عصر مفرغ - دوره اشکانیان است و در شهرستان کرمانشاه، بخش ماهیدشت، دهستان ماهیدشت، ۹۰۰ متری شمال غرب روستای خزل واقع شده و این اثر در تاریخ ۷ اسفند ۱۳۸۶ با شمارهٔ ثبت ۲۱۷۳۶ به‌عنوان یکی از آثار ملی ایران به ثبت رسیده است.